# Бортэ-Чино
Бо́ртэ-Чино́ (Буртэ-Чинэ; монг. Бөртэ Чино — «сивый волк») — легендарный прародитель монголов, а также предок Чингисхана. Согласно «Сокровенному сказанию монголов», родился «по изволению Высшего Неба»; вместе с супругой Гоа-Марал переплыл море Тенгис (вероятно, озеро Байкал) и поселился у берегов реки Онон, на горе Бурхан-Халдун. По мнению Е. Н. Кычанова, данное событие произошло примерно в середине VIII века, согласно А. С. Гатапову — на рубеже VI—VII веков. Был одним из монголов, укрывавшихся и позднее вышедших из местности Эргунэ-кун. 
В летописи XVII века «Алтан Тобчи» Бортэ-Чино называется третьим сыном Далай Субин Алтан Сандалиту-хагана, являвшегося потомком первого тибетского Хӱдзӱгӱн Сандалиту-хагана. Таким образом, позднейшие монгольские источники, подчиняясь буддийской историографической традиции, выводили Бортэ-Чино из Индии и Тибета, из той страны, откуда к монголам пришла их новая буддийская вера. П. Б. Коновалов в трактовке Бортэ-Чино как сына тибетского правителя усматривает древние генетические связи предков монголов с племенами жун, часть которых являлась и предками тибетских племён.  
Сыном Бортэ-Чино и Гоа-Марал был Бата-Чаган.
В исторических памятниках запечатлены строки, гласящие о том, что Чингисхан, находясь на охоте в Хангайских горах, повелел: «попадут в облаву Бортэ-Чино и Гоа-Марал. Не иди на них». Бортэ-Чино и Гоа-Марал, далёкие предки монголов, были также и их онгонами (духами предков рода). Учёные, рассматривая данное событие, пришли к заключению, что волк и марал были тотемами древних монголов, поэтому на них было запрещено охотиться.